# Lỗ Hoàn công
Lỗ Hoàn công (tiếng Trung: 魯桓公; bính âm: Lǔ Huán Gōng,731 TCN-694 TCN), là vị vua thứ 15 của nước Lỗ thời Xuân Thu trong lịch sử Trung Quốc, trị vì từ năm 711 TCN đến 694 TCN. Ông mang họ Cơ (姬), tên là Doãn (允) hay Quỹ (軌), và Hoàn công là thụy hiệu của ông.

## Thân thế
Hoàn công là con trai của Huệ công với chính thất Trọng Tử (仲子), con gái của Vũ công nước Tống. Huệ công cũng có người con trai khác là Tức Cô (sau trở thành Lỗ Ẩn công), song mẹ của Tức Cô chỉ là tiểu thiếp. Mặc dù Tức Cô nhiều tuổi hơn song Hoàn công đã trở thành thế tử nhờ địa vị của mẹ.

## Lên ngôi
Năm 723 TCN, Lỗ Huệ công qua đời sau 46 năm trị vì. Mặc dù Cơ Doãn khi ấy đang là thế tử, song ông vẫn còn nhỏ nên Ẩn công được người nước Lỗ lập lên kế vị với thỏa thuận rằng ông ta sẽ cai trị như một nhiếp chính cho đến khi Hoàn công trưởng thành.
Năm 712 TCN, công tử Huy đề nghị Ẩn công giết chết Cơ Doãn và xin làm thái tể, song Ẩn công đã từ chối, vì vẫn có dự định để lại ngôi cho Cơ Doãn. Lo ngại mình sẽ bị giết nếu sự việc này bị lộ ra, công tử Huy đã đến chỗ Cơ Doãn và vu cáo Ẩn công có kế hoạch giết chết ông, đề xuất rằng trước tiên hãy giết chết Ẩn công, và Cơ Doãn đã chấp thuận.
Tháng 11 năm 712 TCN, trong lúc Lỗ Ẩn công đi tế, công tử Huy sai người giết chết Ẩn công và lập Cơ Doãn lên ngôi, tức là Lỗ Hoàn công. Dù không trực tiếp sát hại Lỗ Ẩn công, nhưng Lỗ Hoàn công vẫn bị một số sử gia quy kết trách nhiệm giết anh để giành ngôi vua.

## Quan hệ với láng giềng
Năm 711 TCN, Lỗ Hoàn công cùng Trịnh Trang công đổi đất cho nhau: Trịnh trao Hứa Điền cho Lỗ, Lỗ trao đất Banh cho Trịnh. Cùng năm, Hoa Đốc nước Tống giết Tống Thương công. Trịnh Trang công bèn họp các nước Lỗ, Tề, Trần cùng bàn về loạn nước Tống. Hoa Đốc bèn mang của đút lót cho cả bốn nước và xin đón công tử Phùng về nước làm vua. Lỗ Hoàn công và các chư hầu bằng lòng, vua Trịnh cho Tử Phùng về nước lên ngôi, tức là Tống Trang công.
Năm 709 TCN, Lỗ Hoàn công cưới con gái Tề Hy công là Văn Khương làm vợ. Năm 706 TCN, Văn Khương sinh ra một người con trai. Vì người con trai này có cùng ngày sinh với Hoàn công, do đó được đặt tên là Đồng. Ông lập Cơ Đồng làm thế tử của nước Lỗ.
Năm 697 TCN, Tống Trang công không ủng hộ Trịnh Chiêu công nên kêu gọi chư hầu các nước Lỗ, Tề, Trần, Sái đánh Trịnh để giúp em Chiêu công là Lệ công về nước. Lỗ Hoàn công hưởng ứng, nhưng cuối cùng liên quân không thắng được quân Trịnh, phải rút lui.
Cũng như Lỗ Ẩn công, Lỗ Hoàn công có chủ trương lấn đất sang nước Châu nhỏ bé láng giềng. Năm 705 TCN, ông đi đánh Châu. Năm 696 TCN, nước Châu, nước Mâu và nước Cát phải đến triều kiến nước Lỗ và cùng ăn thề. Nhưng sau mấy tháng, Lỗ Hoàn công lại cùng nước Tống và nước Vệ sang đánh phá nước Châu.
Năm 698 TCN, cha vợ ông là Tề Hy công qua đời và người anh vợ là Tề Tương công lên kế vị. Dù là anh vợ Lỗ Hoàn công, Tề Tương công vẫn mang quân đánh Lỗ vì Lỗ ủng hộ nước Kỷ vốn có thù với Tề. Hai bên đánh nhau không phân thắng bại.

## Bị hại
Sau đó Tề và Lỗ giảng hòa. Tháng 4 năm 694 TCN, Lỗ Hoàn công cùng vợ sang thăm nước Tề, dù có lời can ngăn nhưng ông không nghe theo. Phu nhân Văn Khương trước khi lấy ông đã thông dâm với Tề Tương công, dù hai người là anh em ruột. Hai vua gặp nhau ở đất Lạc. Tề Tương công gặp lại em gái, hai người lại lén tư thông. Lỗ Hoàn công biết chuyện rất giận, trách mắng Văn Khương và nói rằng thế tử Đồng không phải con mình mà là con vua Tề.
Văn Khương nói lại với Tề Tương công. Vua Tề xấu hổ, tính chuyện giết Lỗ Hoàn công, bèn mời ông đến dự tiệc, chuốc cho ông uống say. Sau đó Tương công sai lực sĩ Bành Sinh đưa Lỗ Hoàn công ra xe và dặn giết Hoàn công. Bành Sinh bế ông lên xe, nhân đó bóp gãy xương sườn giết chết ông.
Khi xe Lỗ Hoàn công về đến nước, mọi người thấy vua Lỗ đã chết, người nước Lỗ rất tức giận trước tội ác của Tương công, nên trách nước Tề. Tề Tương công bèn quy tội cho Bành Sinh, ra lệnh giết Bành Sinh để xin lỗi nước Lỗ.
Lỗ Hoàn công làm vua được 18 năm. Người nước Lỗ lập thế tử Đồng năm đó 13 tuổi lên nối ngôi, tức là Lỗ Trang công.

## Những người con khác
Ngoài Trang công, Văn Khương và Hoàn công còn có hai người con trai khác tên là Thúc Nha (叔牙) và Quý Hữu (季友). Hoàn công cũng có một người con trai lớn tuổi hơn tên là Khánh Phụ (慶父) với một thê thiếp. Khánh Phụ, Thúc Nha và Quý Hữu là những người sáng lập ra ba gia tộc hùng mạnh mà sau này kiểm soát quyền lực nước Lỗ. Họ được gọi là Tam Hoàn do đều là hậu duệ của Hoàn công. Gia tộc của Quý Hữu, được gọi là Quý tôn thị, cuối cùng đã lập ra nước Phí (費).

## Trong tiểu thuyết Đông Chu liệt quốc
Lỗ Hoàn công được biết đến trong tiểu thuyết Đông Chu liệt quốc qua vụ việc sang thăm nước Tề và bị sát hại. Tề Tương công và Văn Khương bị quy trách nhiệm cho cái chết của ông. Vì Tề Tương công mang công tử Bành Sinh ra giết để che giấu tội lỗi, sau này công tử Bành Sinh đã hiện hồn báo oán khiến các tướng nổi loạn là Liên Xưng và Quản Chí Phủ phát hiện nơi ẩn nấp của vua Tề và giết Tương công.